# Interleucina-1
La interleucina-1 (o interleuquina 1) es una familia de citocinas producida por múltiples estirpes celulares, principalmente por macrófagos activados. Se produce en grandes cantidades como respuesta a infecciones o cualquier tipo de lesión o estrés. Es un mediador clave en la respuesta inflamatoria ocasionando fiebre, neutrofilia y producción de proteínas de fase aguda. Codificada en el cromosoma 2, históricamente fue una de las primeras citocinas descubiertas. 

## Características
La IL-1 es liberada por los macrófagos, monocitos y células dendríticas en respuesta al factor de necrosis tumoral alfa (TNFα). Se conocen tres formas:
- IL-1α.[2] Es mayormente intracelular y termina adherida a la membrana celular con ciertos efectos paracrinos en el entorno de la célula secretora.
- IL-1β. Es secretada a la circulación e interacciona con dos tipos de receptores:[3]

- Tipo I: se encuentran sobre la mayoría de las células del cuerpo y parece ser el mediador de las respuestas clásicas de la IL-1.
- Tipo II: se encuentran sobre linfocitos B, neutrófilos, monocitos y células de la médula ósea.
- IL-1RA. Es inhibitoria sobre las otras dos formas actuando como antagonista impidiendo la unión de IL-1α y β a sus respectivos receptores.

A pesar de las diferencias estructurales entre la IL-3B y la IL-1D, ambas se unen al mismo receptor. Por supuesto, el antagonista IL-1RA tiene afinidad por ese mismo receptor. Las tres moléculas, así como su receptor, se sintetizan a partir de genes localizados en el mismo cromosoma. IL-1α e IL-1β son fragmentos de 17 kDa originados a partir de proteínas precursoras inactivas, de unos 30 kDa, llamadas pro-IL-1α y pro-IL-1β.

## Funciones
La interleucina-1 tiene acciones estimuladoras, así como inhibitorias, sobre diversos tipos celulares e incluso promueve la apoptosis de otras. Entre sus funciones principales están:
- Efectos proinflamatorios producto de la liberación de histamina por mastocitos, causando vasodilatación y los signos de inflamación localizada.[4]
- Tiene actividad quimiotáctica sobre los granulocitos.
- Es un pirógeno causando fiebre por liberación de prostaglandinas.
- Junto con IL-6 y TNF-α causa elevación de las proteínas hepáticas de fase aguda (por ej., fibrinógeno y proteína C reactiva).
- Actúa sobre el sistema nervioso central produciendo sueño y anorexia durante procesos infecciosos por el efecto del óxido nítrico. Ese mismo efecto inhibe la contracción de la musculatura lisa de las arterias y del músculo cardíaco.(Cabe decir que el óxido nítrico es un mediador soluble de las inflamaciones, en estas produce vasodilatación)
- Estimula la liberación de hormonas de la hipófisis.
- Incrementa el número de células precursoras de la médula ósea.
- Promueve la expresión de los genes que la producen, así como de la síntesis de las prostaglandinas, leucotrienos, interleucina-8 y de ciertos protooncogenes como c-fos y c-jun.

## Nomenclatura
La superfamilia de la interleucina-1 tiene 11 miembros, que tienen una estructura genética similar , aunque originalmente solo contenía cuatro miembros IL-1α , IL-1β , IL-1Ra e IL-18 . Después del descubrimiento de otros 5 miembros, se aceptó generalmente la nomenclatura actualizada que incluía a todos los miembros de la familia de citocinas IL-1 . Los antiguos miembros de IL-1 fueron renombrados a IL-1F1, IL-1F2, IL-1F3 e IL-1F4.
Pero de acuerdo con las nuevas tendencias en nomenclatura , regresaron los viejos nombres de la familia IL-1. En 2010, laboratorios de todo el mundo acordaron que IL-1α, IL-1β, IL-1Ra e IL-18 son más familiares para el conocimiento científico general. De acuerdo con eso, sugirieron que IL-1F6, IL-1F8 e IL-1F9 deberían obtener nuevos nombres IL-36α , IL-36β e IL-36γ , aunque están codificados por genes distintos , usan el mismo complejo receptor IL -1Rrp2 y el correceptor IL-1RAcP y entregan señales casi idénticas. La nomenclatura también propone que el nombre de IL-1F5 se cambie a IL-36Ra, porque funciona como antagonista de IL-36α, IL-36β e IL-36γ de manera similar a como funciona IL-1Ra para IL-1α e IL-1β. Otra revisión fue el cambio de nombre de IL-1F7 a IL-37 porque esta citoquina supresora tiene muchas variantes de empalme , deberían llamarse IL-37a, IL-37b, etc. Para IL-1F10 hay un nombre reservado, IL-38.
| Nombre  | Familia | Receptor    | Coreceptor  | Propiedad                               | Localización cromosómica |
| ------- | ------- | ----------- | ----------- | --------------------------------------- | ------------------------ |
| IL-1α   | IL-1F1  | IL-1RI      | IL-1RAcP    | Proinflamatoria                         | 2q14                     |
| IL-1β   | IL-1F2  | IL-1RI      | IL-1RAcP    | Proinflamatoria                         | 2q14                     |
| IL-1Ra  | IL-1F3  | IL-1RI      | NA          | Antagonista para IL-1α, IL-1β           | 2q14.2                   |
| IL-18   | IL-1F4  | IL-18Rα     | IL-18Rβ     | Proinflamatoria                         | 11q22.2-q22.3            |
| IL-36Ra | IL-1F5  | IL-1Rrp2    | NA          | Antagonista para IL-36α, IL-36β, IL-36γ | 2q14                     |
| IL-36α  | IL-1F6  | IL-1Rrp2    | IL-1RAcP    | Proinflamatoria                         | 2q12 - q14.1             |
| IL-37   | IL-1F7  | desconocido | desconocido | Antiinflamatoria                        | 2q12 – q14.1             |
| IL-36β  | IL-1F8  | IL-1Rrp2    | IL-1RAcP    | Proinflamatoria                         | 2q14                     |
| IL-36γ  | IL1-F9  | IL-1Rrp2    | IL-1RAcP    | Proinflamatoria                         | 2q12 – q21               |
| IL-38   | IL-1F10 | IL-1Rrp2    | desconocido | Antiinflamatoria                        | 2q13                     |
| IL-33   | IL-1F11 | ST2         | IL-1RAcP    | Th2 respuestas, Proinflamatoria         | 9p24.1                   |

## Investigación
Se ha ensayado su uso en la estimulación de la reacción inflamatoria en enfermos inmunodeprimidos. Así mismo, el hipotético uso de antagonistas de la IL-1 como antiinflamatorios.
Se ha notado que ciertos tumores crecen más lentamente de lo común, o no se desarrollan, en ratones carentes de IL-1. Igualmente en animales carentes de receptores de IL-2 tienden a no inducir migración de macrófagos y otras respuestas pro-inflamatorias.
Al parecer IL-1 es un intermediario de las hormonas gonadotropinas en el ciclo de la ovulación.

## IL-1 en la enfermedad y su importancia clínica
La IL-1 tiene un papel importante en la neuroinflamación. Durante la inflamación, hay niveles elevados de TNF e IL-1 en el cerebro,  y su presencia puede causar la ruptura de la barrera hematoencefálica. Los polimorfismos en IL-1  se han encontrado que pueden  contribuir a la susceptibilidad genética a algunos tipos de cáncer, espondilitis anquilosante , y la enfermedad de Graves . Se ha descrito su relación con la enfermedad periodontal crónica.
Hoy en día, el bloqueo de la actividad de IL-1 (especialmente IL-1β ) es una terapia estándar para pacientes con enfermedades autoinmunes o linfomas . Anakinra (IL-1Ra) - bloquea la actividad biológica de la IL-1 - está aprobada por la FDA como terapia para pacientes con artritis reumatoide , porque reduce los síntomas y retrasa la destrucción articular de esta enfermedad inflamatoria. También se ha recetado a pacientes con mieloma indolente o latente con alto riesgo de progresión a mieloma múltiple.. En combinación con otros medicamentos, IL-1Ra proporciona un aumento significativo en el número de años de enfermedad sin progresión en sus receptores. Los beneficios de este tratamiento son la estructura natural y la ausencia de toxicidad o alteraciones gastrointestinales .